# Aizkraukle (novads)
Aizkraukle (łot.: Aizkraukles novads) – jeden z łotewskich novadsów, funkcjonujący od 2021.
W skład novadsu wchodzą: 
- miasta: Aizkraukle, Jaunjelgava, Koknese, Pļaviņas
- pagastsy: Aiviekste, Aizkraukle, Bebri, Daudzese, Irši, Jaunjelgava, Klintaine, Koknese, Mazzalve, Nereta, Pilskalne, Sece, Sērene, Skrīveri, Staburags, Sunākste, Vietalva, Zalve

## Historia
Novads powstało podczas reformy administracyjnej w 2021, z połączenia dotychczasowych novadsów: Aizkraukle, Jaunjelgava, Koknese, Nereta, Pļaviņas i Skrīveri.